# Nationale Bibliotheek van Tsjechië
De Nationale Bibliotheek van de Tsjechische Republiek (Tsjechisch: Národní knihovna České republiky) is de nationale bibliotheek van Tsjechië in Praag.
De bibliotheek is in het gebouw Clementinum gehuisvest. In 2007 bestonden er plannen voor een nieuw modern gebouw van Jan Kaplický, maar dit project is in 2008 gestopt.